# Avenue de la République (Fontenay-sous-Bois)
Pour les articles homonymes, voir Avenue de la République.
L'avenue de la République est une voie de communication de Fontenay-sous-Bois. Elle suit le tracé de la D 143.

## Situation et accès
Cette avenue forme le départ de la rue Roublot sur sa droite. Elle croise ensuite la rue André-Laurent à deux reprises, puis la rue Gambetta puis est rejointe par la rue des Moulins sur sa gauche.

## Origine du nom
Comme l'ont été de nombreuses autres voies de communication à la fin du XIXe siècle, cette avenue est nommée ainsi en l'honneur de la Troisième République et plus généralement de la République Française.

## Historique
Au croisement de cette avenue et de la rue du Ruisseau, se trouvait une fontaine qui alimentait le ruisseau des Rosettes situé entre la rue Roublot et la rue Gambetta.

## Bâtiments remarquables et lieux de mémoire

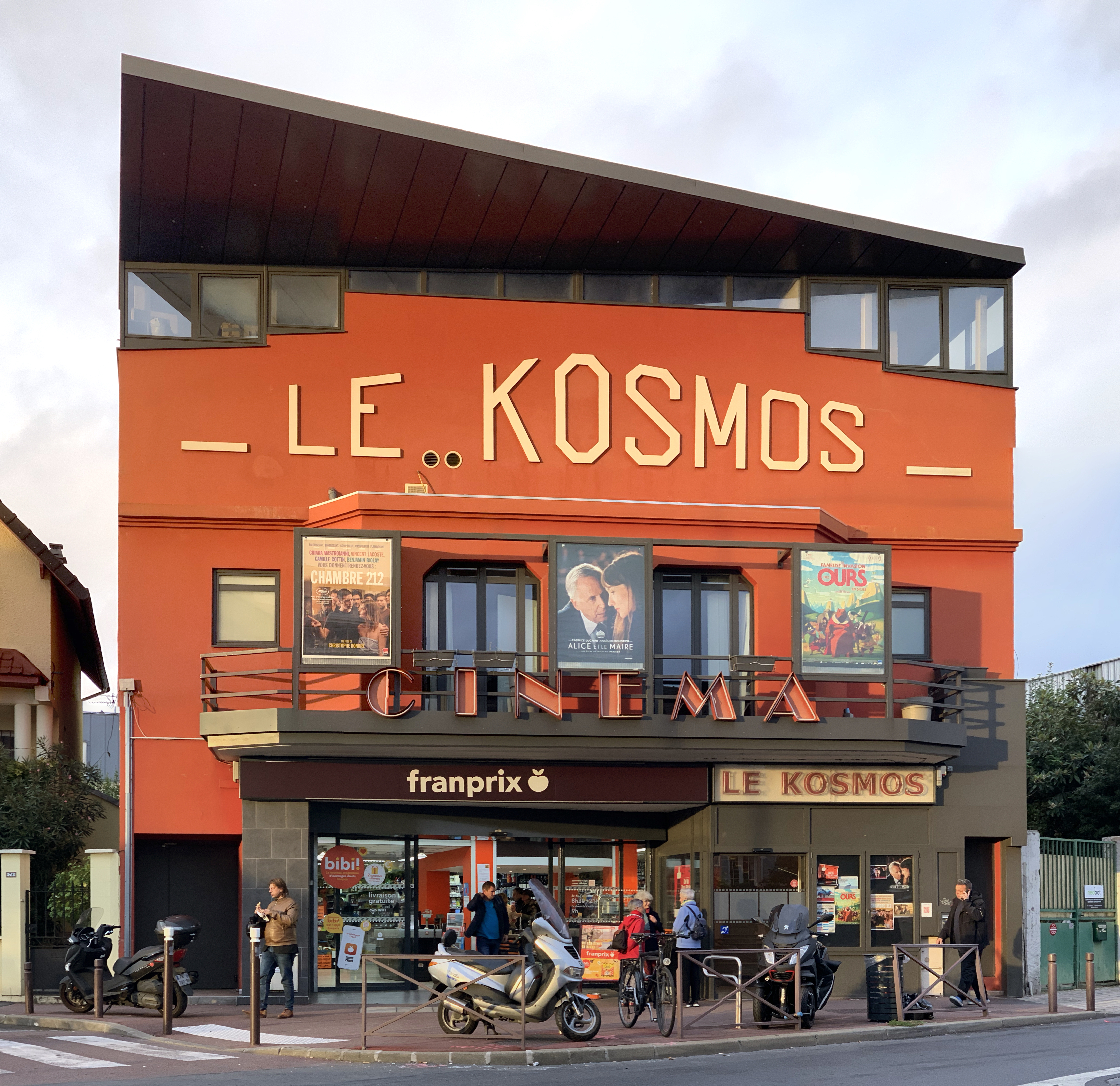
Le Kosmos, à Fontenay-sous-Bois.

- Église Sainte-Marguerite de Fontenay-sous-Bois, construite de 1920 à 1938.
- Cinéma Le Kosmos, ouvert en 1934[4],[5].